# Iridomyrmex nitidus
Iridomyrmex nitidus é uma espécie de formiga do gênero Iridomyrmex.